# Lomatia tinctoria
Espèce

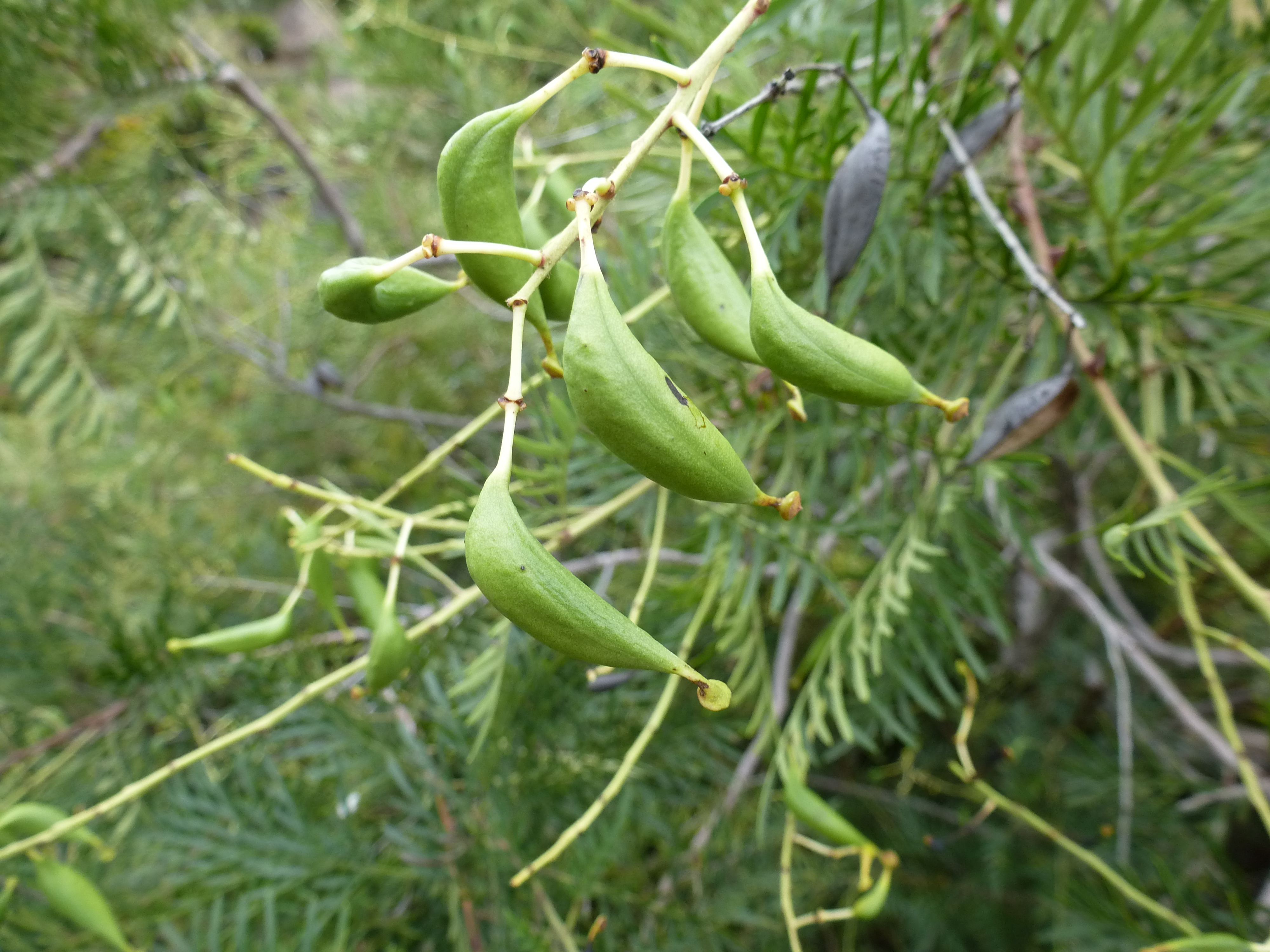
Fruits immatures de L. tinctoria.

Lomatia tinctoria est une espèce de plantes à fleurs dicotylédones de la famille des Proteaceae. C'est un buisson endémique de Tasmanie.
C'est l'une des trois espèces de Lomatia endémiques de Tasmanie, les autres étant L. polymorpha et L. tasmanica. L. tinctoria est un proche parent de L. polymorpha, avec laquelle elle s'hybride parfois.

## Description
C'est un buisson d'environ 2 m de haut.

## Distribution et habitat
Lomatia tinctoria se rencontre dans le nord-est de la Tasmanie, « surtout au nord et à l'est des fleuves Pieman et Derwent et sur les îles Flinders et du Cap Barren ».
Lomatia polymorpha se rencontre « approximativement au sud du Pieman et à l'ouest du Derwent », mais là où les aires de distribution se chevauchent, par exemple près du lac Saint Clair, des hybrides apparaissent, même si les feuilles des deux espèces sont « remarquablement différentes ».

## Taxinomie
Le naturaliste français, Jacques Labillardière, fut le premier à décrire cette espèce sous le nom de  Embothrium tinctorium  en 1805. L'épithète spécifique, tinctoria, « tinctoriale », rappelle la présence dans le fruit de substances pouvant être utilisées en teinture. 
À l'époque, le genre Embothrium était un  taxon poubelle dans lequel on classait de nombreuses espèces de Proteaceae.
Le nom binomial actuel lui a été attribué par Robert Brown dans un article intitulé « On the natural order of plants called Proteaceae », publié en 1810 dans la revue Transactions of the Linnean Society of London.
Un autre nom, Tricondylus silaifolius, publié par Joseph Knight en 1809 dans son article intitulé « On the cultivation of the plants belonging to the natural order of Proteeae », a été rejeté après que la description du genre Lomatia par Robert Brown en 1810 a été officiellement conservée à la place de celle attribuée au genre par Salisbury, sous le nom de Tricondylus, en 1809.

### Synonymes
Selon Catalogue of Life (10 janvier 2015) :   	
- Embothrium tinctorium Labill. ;
- Tricondylus tinctorius (Labill.) Knight.e)